# یک شب با پادشاه (فیلم)
یک شب با پادشاه (به انگلیسی: One Night with the King) نام فیلمی تاریخی حماسی است که محصول سال ۲۰۰۶ کشور ایالات متحده آمریکا است.
فیلمنامه این فیلم توسط مارک اندرو اولسن و تونی تنی با الهام‌گیری از یک کتاب عهد عتیق به نام «استِر» نوشته شده‌است؛ که در آن دختری زندگی خود را برای رهایی مردم یهود به خطر می‌اندازد و وارد زندگی خشایارشا می‌شود.
این فیلم توانست جایزه جشنواره فیلم کَمی در سال ۲۰۰۷ را به دست آورد و در جشنواره فیلم کن سال ۲۰۰۷ به نمایش درآمد.

## بازیگران
- تیفانی دوپونت در نقش استر
- لوک گاس در نقش خشایارشا یا اخشورش
- جان ریس-دیویس دیویس در نقش مردخای (عموی استر)
- عمر شریف در نقش شاهزاده مموکان
- جان نوبل در نقش شاهزاده ادمتا
- جیمز کالیس در نقش هامان

## داستان
داستان این فیلم در شهر شوش، در ایران باستان رخ میدهد. خشایارشا پس از بیرون راندن همسرش ملکه وشتی از کاخ، دستور می‌دهد که از تمامی ایالت‌های ایران دخترهای زیبا و شایسته را به نزد او ببرند که سرانجام از میان همه آنان، استر را برمی‌گزیند.